# بیدهای شبح‌برگی
بیدهای شبح برگی (نام علمی: Aenetus) نام یک سرده از تیره شبح‌بیدان است. از این سرده حدود ۲۴گونه شناسایی شده است که در اندونزی، گینه نو، کالدونیای جدید، استرالیا و نیوزیلند یافت می‌شوند. بیشتر گونه‌های این سرده به رنگ سبز یا آبی با بال‌هایی تقریباً سرخ رنگ هستند.